# Rhyacophila lezeyi
Rhyacophila lezeyi är en nattsländeart som beskrevs av Navás 1933. Rhyacophila lezeyi ingår i släktet Rhyacophila och familjen rovnattsländor. Inga underarter finns listade i Catalogue of Life.